# Jaunjelgava
Jaunjelgava ( výslovnost) je město v Lotyšsku a správní centrum stejnojmenného kraje. V roce 2010 zde žilo 2 246 obyvatel.